# Pseudanthias bicolor
Pseudanthias bicolor (Randall, 1979) è un pesce d'acqua salata appartenente alla famiglia Serranidae.